# Raphia farinifera
Espèce
Raphia farinifera est une espèce de plantes de la famille des Arecaceae (les palmiers), du genre Raphia, originaire de Madagascar et d'Afrique.

## Description
C'est un palmier dont le stipe (faux-tronc) atteint 10 m de haut et qui émet des drageons.
Les feuilles sont pennées, longues en général de 8 à 10 m  mais pouvant atteindre 20 m de long. Elles sont portées par des pétioles rigides et larges avec un bord épineux surtout à la base.
Cette espèce, comme les autres du genre Raphia, est monocarpique : elle fleurit et fructifie une seule fois ; ensuite le stipe se dessèche et meurt après la production des fruits. La plante peut produire des rejets qui recommencent un nouveau cycle.

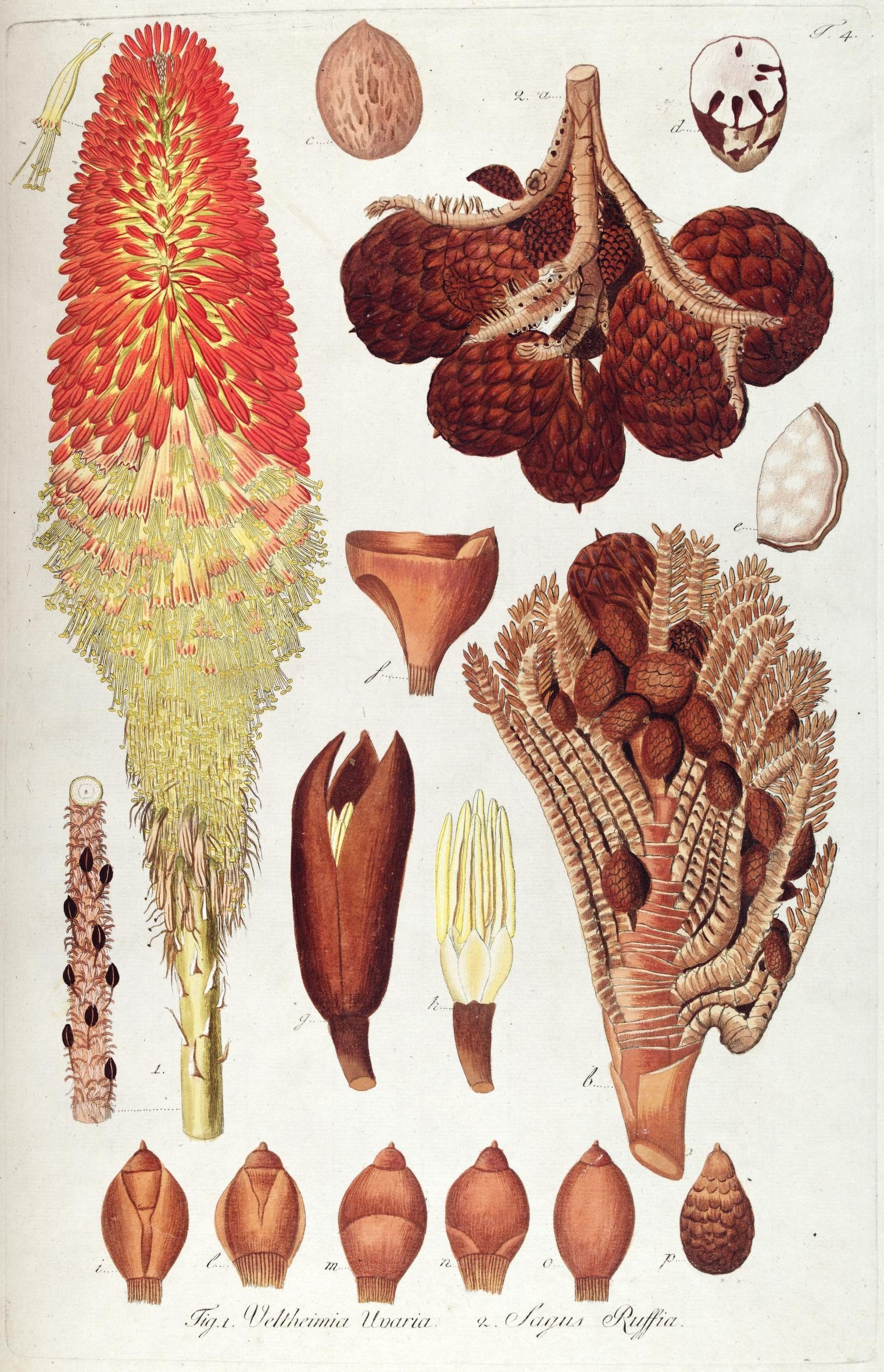
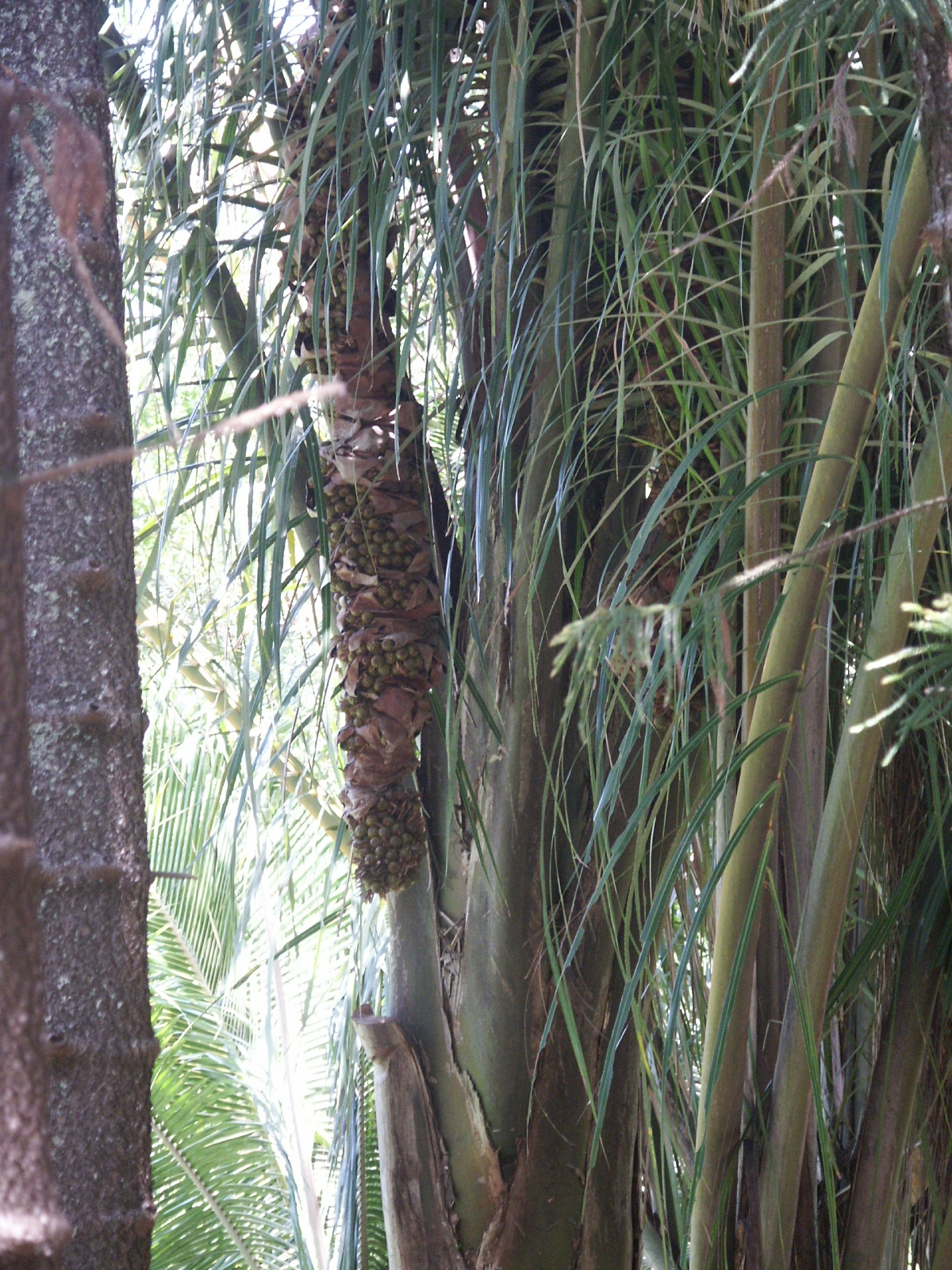
Jeunes fruits de Raphia farinifera
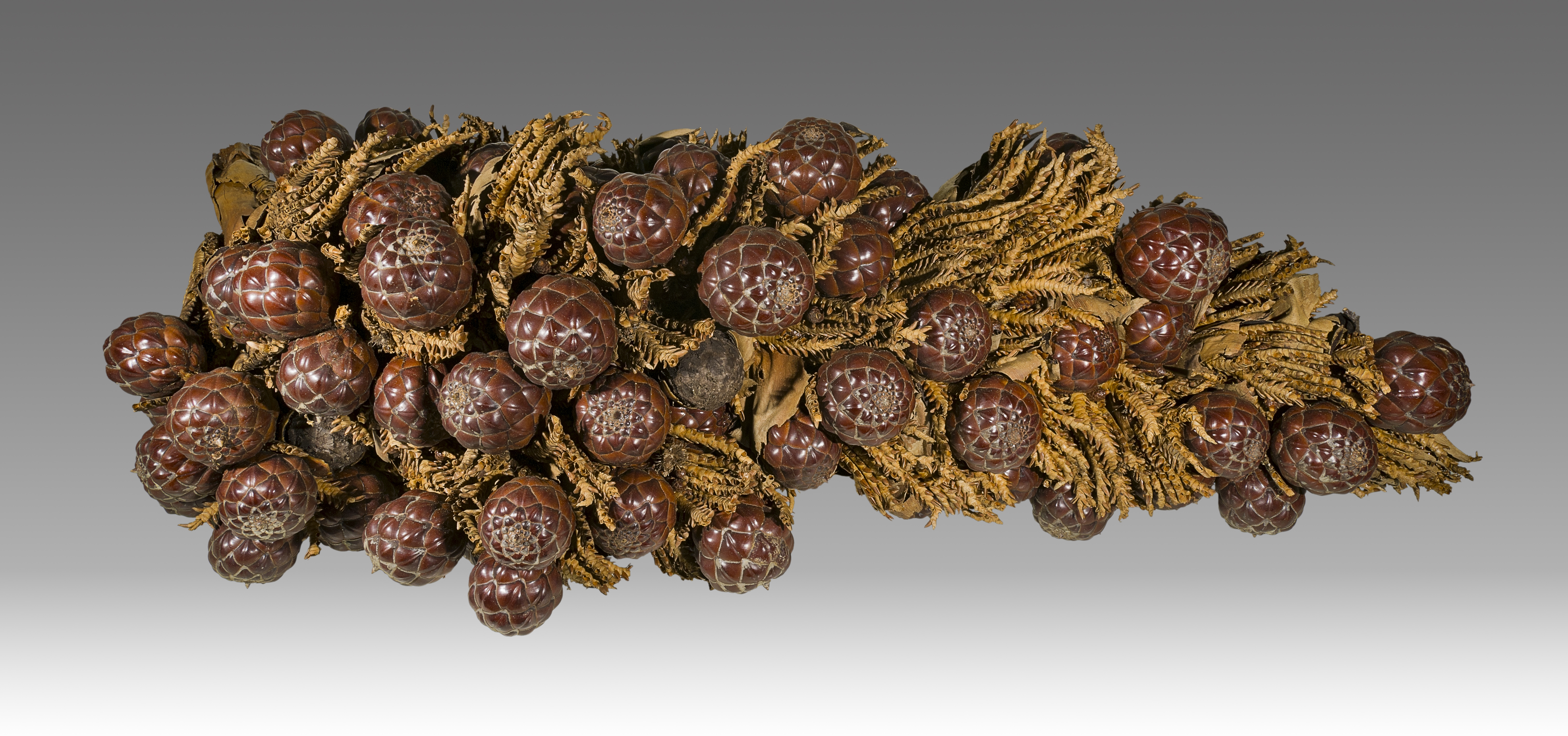
Fruits matures – Muséum de Toulouse
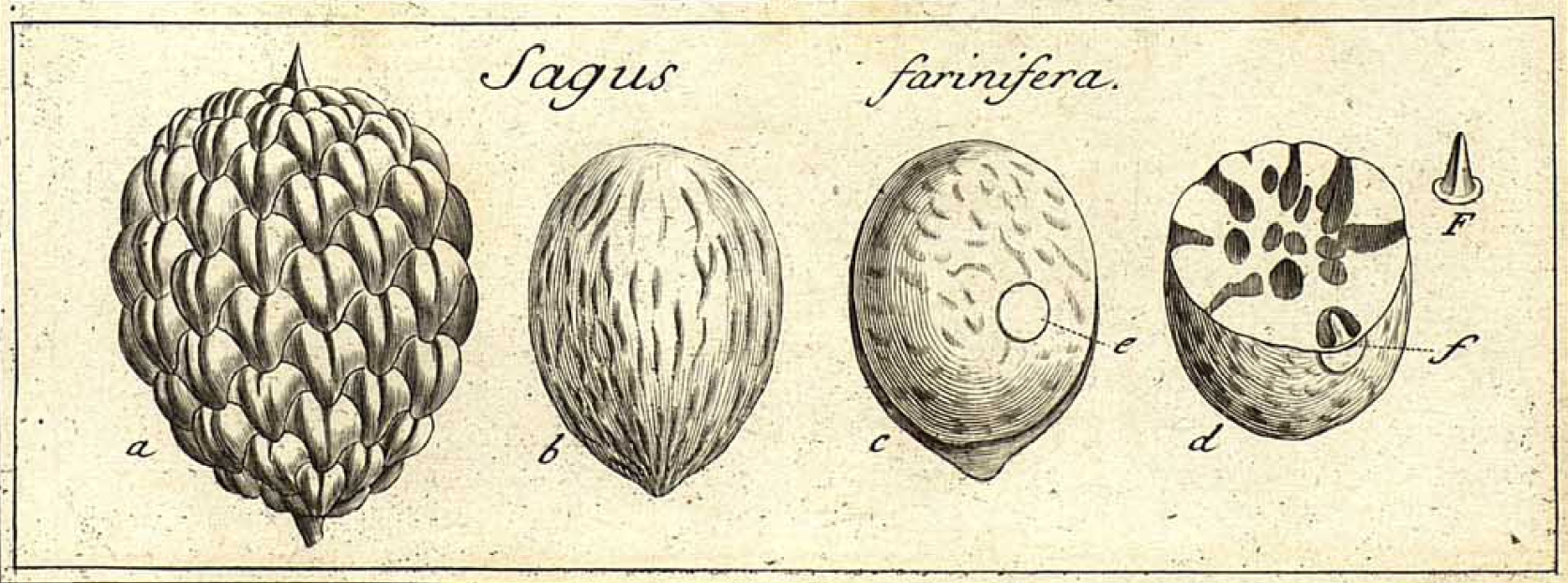
Croquis par Joseph Gaertner des fruits de R. farinifera (1792)

## Répartition
Il se trouve principalement à Madagascar, mais aussi le long de la côte orientale de l’Afrique, dans les milieux marécageux et boisés et le long des rivages des fleuves.
Liste de pays : Angola, Bénin, Burkina Faso, Cameroun, République du Congo, Gambie, Ghana, Guinée, Côte d'Ivoire, Kenya, Madagascar, Malawi, Martinique, Maurice, Mozambique, Nigeria, La Réunion, Sénégal, Seychelles, Sierra Leone, Tanzanie, Togo, Ouganda, Zambie, Zimbabwe.

## Systématique
L'espèce  Raphia farinifera  a été décrite par les botanistes Joseph Gaertner et Nils Hylander en 1952.

### Synonyme
- Raphia ruffia (Jacq.) Mart.

## Noms vernaculaires
- Angola (kikongo, lingala, kumbundu, nguanguela, qinoco, umbudu)
- Bénin (bariba, dendu, ditamani, kotokoli - adja, fon, goum, mina, yoruba)
- Burkina Faso
- Cameroun
- République du Congo
- Gambie
- Ghana
- Guinée (bann en malenké)
- Côte d'Ivoire
- Kenya
- Madagascar (rofia)
- Malawi
- Maurice
- Mozambique
- Nigeria
- La Réunion
- Sénégal
- Seychelles
- Sierra Leone
- Tanzanie
- Togo
- Ouganda
- Zambie
- Zimbabwe

## Raphia fariniferaet l'Homme

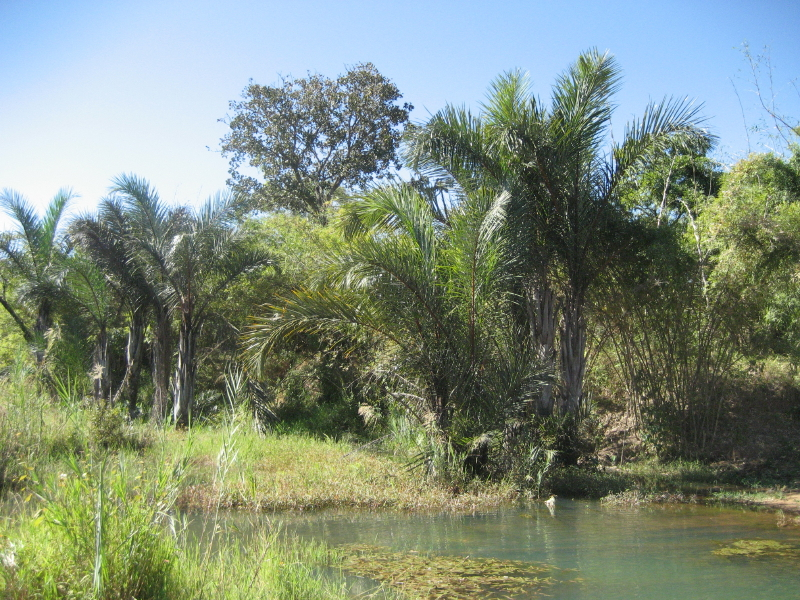
Des palmiers Raphia farinifera dans la province de Manica au Mozambique.

### Utilisation
Les feuilles sont utilisées pour la production du raphia, fibre employée surtout en floriculture et en horticulture (liens), mais également en sparterie.
Les pétioles foliaires, robustes mais flexibles, sont employés à l'identique du bambou pour construire des habitations et des meubles variés.
Le cœur de jeunes pousses peut être consommé. À partir de la moelle du stipe, avant la floraison particulièrement riche en amidon, est extrait le sagou, une farine alimentaire (Joseph Gaertner avait nommé l'espèce Sagus farinifera pour cette propriété).